# Sebastian Galeota
Sebastian Galeota est un comédien, metteur en scène et chanteur argentin.

## Biographie
Sebastian Galeota est né à Buenos Aires en 1977. Danseur, acrobate, chanteur, comédien et metteur en scène, il a été formé très jeune à la danse et à l'acrobatie. Il travaille dans des cirques et dans des spectacles pour enfants, puis il fait ses études dans la plus grande école de comédie musicale du pays : Estudio Julio Bocca / Ricky Pashkus.
En 2000, il est engagé dans la compagnie internationale de théâtre musical dirigée par Chet Walker (NYC). Il obtient en 2004 une bourse pour participer au Jacob's Pillow Dance Festival. Dès son arrivée en France en 2005, il intègre l'équipe de La Légende du Roi Lion à Disneyland Paris. En 2007, il danse et chante dans le spectacle Piaf je t'aime à l'Olympia et La Petite Sirène au Théâtre de Paris, mis en scène par Sébastien Savin. En 2008 il est engagé en tant que danseur et acrobate pour l'opéra Les Contes d'Hoffmann de Jacques Offenbach, mis en scène par Stéphan Druet et Julie Depardieu, assistés de Sophie Tellier. En 2009, il retrouve Buenos Aires où il interprète pour la première fois un rôle-titre, celui de Cyrille dans Une visite inopportune de Copi, mis en scène par Stéphan Druet, avec qui il s’associe et crée Melocoton Productions.
Il est cofondateur, à Paris, en 2010, du festival Nuits d'été argentines et, pour la première édition, il joue dans la comédie musicale Se dice de mi à Buenos Aires.
Il est à l’initiative du projet de l’émission de télévision jeune public Cora et Tresha, que Stéphan Druet écrit et réalise et dont Agatha Ruiz de la Prada signe costumes et décors. Il y interprète le personnage de Tresha.
En 2017, il est l'un de créateur de Microthéâtre City 27, un concept de pièces courtes dans un espace réduit avec un nombre limité de spectateurs (27 minutes, 27 spectateurs, 27 m²).

## Nominations et récompenses
Il est nommé comme révélation 2017 au Prix Beaumarchais du Figaro.
Il reçoit en 2017 le prix de la Fondation Charles Oulmont pour le spectacle Evita.
Il reçoit en 2018 le prix Molière du meilleur spectacle musical pour L'Histoire du soldat (du livret de Charles-Ferdinand Ramuz), mise en scène de Stéphan Druet, chorégraphies de Sebastian Galeota, au théâtre de Poche Montparnasse.
Il reçoit en 2019 le prix « Plaisir du théâtre » SACD révélation 2018 pour Berlin Kabarett, avec Marisa Berenson, mise en scène de Stéphan Druet, théâtre de Poche Montparnasse.

## Théâtre
- 2009 : Une visite inopportune de Copi, Théâtre Konex Argentine
- 2010 : On dit de moi, comédie musicale, Paris, Hôtel Gouthière, festival Nuits d'été de Paris
- 2011 : Amor Amor, de Stephan Druet, Paris, Théâtre Comedia
- 2011 : Les Divas de l'obscur, de Stephan Druet, festival Nuits d'été de Paris
- 2013 : Gabriel et Gabriel, compagnie Alma Viva, Opéra de Tours
- 2013 : La Grande-duchesse de Gérolstein, mise en scène de Stefano Mazzonis di Pralafera, chorégraphies de Laurence Fanon, Opéra royal de Wallonie, Liège
- 2014 : Zémire et Azor, mise en scène de Bernard Pisani, Opéra royal de Wallonie
- 2014 : The King and I, avec Lambert Wilson, Susan Graham, mise en scène de Lee Blakeley, chorégraphies de Peggy Hickey, Théâtre du Châtelet
- 2014 : Dolcevita, de Stéphan Druet, théâtre Les Feux de la Rampe
- 2014 : La Veuve joyeuse, mise en scène de Jorge Lavelli, chorégraphies de Laurence Fanon, Palais Garnier
- 2016 : Évita, amour, gloire etc., de Stephan Druet, Comédie Bastille, Paris
- 2016 : Renata de Javier Ulises Maestro, traduction et adaptations de Stephan Druet et Sebastian Galeota, Comédie Bastille, Paris
- 2017 : L'Histoire du soldat, livret de Charles-Ferdinand Ramuz, mise en scène de Stéphan Druet, Théâtre Poche Montparnasse
- 2018 : Berlin Kabarett, avec Marisa Berenson, mise en scène de Stéphan Druet, Théâtre Poche Montparnasse
- 2020 : Allô le spectacle  mise en scène de Stéphan Druet, Les jeunesse musicales Belgique
- 2022 : Une Etoile, avec Macha Méril, mise en scène de Stéphan Druet, Théâtre Montparnasse
- 2023 : Cabaret Bio Degradable., mise en scène Didier Morissonneau, Théâtre Tristan-Bernard
- 2024   Cabaret Cochon spectacle conçu par Stephan Druet une idée de Yves Marie Leboudonnec
- 2024. Les Garçons de la Bande spectacle mis en scène par Antoine Courtray produit par Dominique Besnehard, Thierry Suc et Marie Kleinmann

## Mises en scène
- 2014 : Je m'appelle Alice de S. Galeota, S. Druet et Martina Moscariello, Théâtre Clavel et Théâtre Comédie Saint-Michel[7]
- 2017 : Follow the Love d'Armelle Stepien, Microthéâtre City 27[8]
- 2018 : Vive le gourmet, fi du glouton d'Ariane Von Berendt, Microthéâtre City 27